# نمازخانه کومسی مقدس
نمازخانه کومسی مقدس (ارمنی: Սուրբ Կումսի մատուռ؛  Սուրբ Ամենափրկիչ եկեղեցի) یک کلیسا متعلق به کلیسای حواری ارمنی واقع در شهر آگولیس بالا، جمهوری خودمختار نخجوان، جمهوری آذربایجان می‌باشد. ساخت و ساز این ساختمان در سده ۱ام میلادی؛ به پایان رسید. این بنا به سبک معماری ارمنی طراحی شده است.